# Península de Wirral
Wirral o El Wirral es una pequeña península del Reino Unido ubicada en el noroeste de Inglaterra, en la costa occidental en aguas del mar de Irlanda. Limita al oeste con el río Dee, que forma el límite con Gales, y al este con el río Mersey. Ambos términos, «Wirral» y «El Wirral», son usados localmente (e intercambiables), aunque la valía del uso de cada uno es un tema de discusión local.
La península, más o menos rectangular, tiene aproximadamente 16,1 km de largo y 11,3 km de ancho. La parte norte constituye el Distrito Metropolitano de Wirral en Merseyside y la parte sur el Distrito de Ellesmere Port and Neston en Cheshire. Los límites del Wirral con el resto de Cheshire eran oficialmente «dos flechas caídas desde la muralla de la ciudad de Chester» (en inglés, Two arrow falls from Chester City Walls), como es mencionado en el Libro Domesday. Históricamente, algunos lugares en el Distrito de Chester, como Ledsham, Puddington y hasta Saughall, también han sido considerados partes del Wirral. Antes del 1 de abril de 1974, la península estaba ubicada en su totalidad en Cheshire. Previamente, también fue un hundred.

## Origen del nombre
El nombre Wirral aparece en la Crónica anglosajona como Wirheal, literalmente «esquina de arrayanes», del anglosajón wir, arrayán, y heal, ángulo, esquina o pendiente. Se supone que la tierra estuvo una vez cubierta por arrayanes de la ciénaga, una planta que ya no puede ser encontrada en el área pero que es abundante en los alrededores de Formby, región que posee un hábitat similar al que pudo tener el Wirral. El nombre fue dado al Hundred de Wirral alrededor del siglo VIII, aunque en los tiempos del Libro Domesday y por un tiempo después, el nombre del hundred fue cambiado al de Hundred de Wilaveston, que luego se convirtió en Willaston.

## Historia

### Asentamiento prehistórico
La más temprana evidencia de ocupación humana en el Wirral data del período Mesolítico, alrededor de 7000 a. C. Excavaciones en Greasby han descubierto herramientas de sílice y signos de agujeros de estacas y chimeneas usados por una comunidad de cazadores-recolectores. Otras evidencias del mismo período fueron encontradas en Irby, Hoylake y New Brighton. Posteriormente, se encontraron hachas de piedras del Neolítico en varios lugares, incluidos Oxton, Meston y Meols, donde también se encontraron cerámicas del Neolítico. En Meols y New Brigton hay evidencia de continuas ocupaciones a través de la Edad del Bronce, alrededor de 1000 a. C., y urnas funerarias del período fueron encontradas en West Kirby y Hilbre.
Antes del tiempo de los romanos, el Wirral estuvo habitado por una tribu celta, los cornovii. Descubrimientos de artefactos en Meols sugieren que fue un puerto importante desde al menos 500 a. C. Los comerciantes venían de la Galia y del Mediterráneo en busca de minerales de Gales del Norte y de Cheshire. También quedan restos de un pequeño fuerte de la Edad del Hierro en Burton, que toma su nombre (burh-tun) de él.

### Los romanos y bretones
Alrededor del año 70, los romanos ocuparon Chester, por lo que fueron encontrados rastros de su ocupación en el Wirral. Estos incluyen los restos de un camino cerca de Mollington, Ledsham y Willaston. Este camino podría haber continuado al puerto de Meols, que pudo haber sido usado como base para atacar la costa norte de Gales. La cantera de Storeton también podría haber sido usado por los romanos para sus esculturas, y restos de posibles calzadas romanos también fueron encontrados en Greasby y Bidston. Hacia el final del período romano, los piratas eran una amenaza para los comerciantes en el mar de Irlanda, y los soldados podrían haberse guarnecido en Meols para combatir esta amenaza.
Los romanos se fueron alrededor de 410, pero monedas posteriores y otros materiales encontrados en Meols muestran que continuó operando como un puerto comercial. Hay evidencias de cristianismo celta de los siglos V o VI, en los originalmente circulares cementerios en Bromborough, Woodchurch y en otros sitios, y también en la dedicación de la Iglesia Parish en Wallasey para un obispo del siglo IV, Hilario de Poitiers. Los nombres celtas de Liscard y Landican (de Ilan-Tegan) sugieren un origen británico más que uno posterior. El nombre de Wallasey en sí significa "Isla Galesa o extranjera" (en inglés, Welsh island), es evidencia del asentamiento británico. El nombre galés, antiguo y modernos, para el Wirral es Cilgwri. En la mitología celta, el Ouzel (o mirlo) del Cilgwri fue una de las criaturas más antiguas del mundo.

### Los anglosajones y vikingos

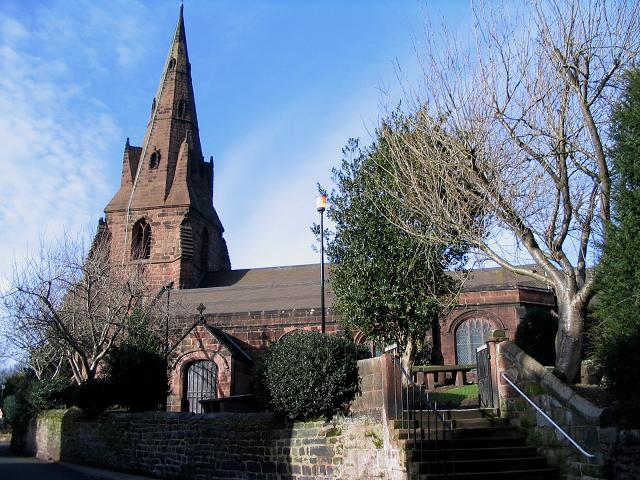
Iglesia de Santa María, en Eastham

Los anglosajones bajo el reinado de Etelfrido, rey de Northumbria, asolaron Chester alrededor de 616. Etelfrido se retiró, dejando el área oeste y sur del Mersey para convertirse en parte del reino de Mercia, y los pobladores anglosajones pronto se apoderaron de la mayor parte del Wirral, con la excepción del extremo norte. Muchos de los pueblos del Wirral, como Willaston, Eastham y Sutton, fueron fundados y nombrados en estos tiempos.
Hacia el final del siglo IX, los nórdicos o vikingos comenzaron a incursionar en el área. Se asentaron a lo largo del lado del río Dee en la península, y a lo largo de la costa, dándole a sus pueblos nombres como Kirby, Frankby y Meols. También introdujeron su propio sistema de gobierno local, con su parlamento en Thingwall. Antiguos anales irlandeses registraron la población del Wirral de los nórdicos liderados por Ingimund, expulsado de Irlanda alrededor de 902 y consiguió un acuerdo de Aethelflaed o Ethelfleda de Wessex, reina de los ingleses de Mercia, para que se asentaran allí pacíficamente. Se cree que los límites de la colonia nórdica habían pasado el sur de Neston y Raby, y por Dibbinsdale. Evidencias de la presencia nórdica en el Wirral todavía pueden verse en los nombres de algunas localidades, como en un sufijo tan común como lo es "-by" (significa "pueblo" en danés) y en nombres como Tranmere, que viene de trani melr ("grulla de banco de arena"). Similarmente, hallazgos arqueológicos, como dos lápidas vikingas, corroboran esto. El 10 de septiembre de 2007, un drakkar vikingo de unos 1000 años de antigüedad (diseño nórdico clinker) que fue descubierto debajo del estacionamiento del Railway Inn, en Meols.
Bromborough en el Wirral es también uno de los posibles lugares de una épica batalla en 937, la batalla de Brunanburh, que confirmó a Inglaterra como un reino anglosajón. Esta es la primera batalla en la que Inglaterra peleó como un país, para luchar contra las fuerzas combinadas de los nórdicos y de los escoceses; por consiguiente, algunos historiadores la consideran como el nacimiento de Inglaterra. Se cree que el campo de batalla era tan grande, que cubría una gran área del Wirral. La Saga de Egil Skallagrímson, una historia que cuenta la batalla, puede haberse referido al Wirral como Wen Heath, Vínheípr en islandés.

### Los normandos y los principios de la Edad Media
Luego de invadir Inglaterra en 1066 y de dominar Northumbria en 1069 o 1070, Guillermo el Conquistador invadió y devastó Chester y el área que lo rodeaba, arrasando con la mayor parte del Wirral. La encuesta de 1086 del Libro Domesday muestra que en esos tiempos el Wirral estaba más densamente poblado que otras partes de Inglaterra y que el territorio de Eastham, que abarcaba la mayor parte del lado este de la península desde Bidston hasta el río Gowy, era el segundo más grande en Cheshire. De los 28 primeros señores listados, 12 llevaban nombres nórdicos. En 1086, la mayor parte del área estaba en manos de señores normandos, como Robert de Rhuddlan, su primo Hugh d'Avranches y Hamon de Massey. La encuesta muestra sólo 405 jefes de familia en toda la península, sugiriendo una población total de 2.000 - 3.000 habitantes.
Por unos 250 años, los Condes de Cheshire gobernaron el Condado de Palatine, incluyendo al Wirral, casi como "un reino dentro de otro reino". Entre 1120 y 1123, el Conde Ranulph le Meschin convirtió al Wirral en un bosque de caza, un área en la que las presas, particularmente ciervos y jabalíes, podían crecer sin ser molestadas. Un jefe Forester era nombrado con un cuerno ceremonial, pero la posición pronto se volvió responsabilidad hereditaria de la familia Stanley. Sin embargo, luego de algunas quejas de los residentes sobre lo agreste del área y la opresión por los Stanley, un estatuto retirando su protección sobre el bosque del Wirral fue dictado por el Rey Eduardo III, el 20 de julio de 1376.
A fines del siglo doce, el Priorato de Birkenhead se encontraba en la ribera oeste del Río Mersey en un cabo de abedules (birch en inglés), del cual deriva el nombre de la ciudad. Las ruinas del priorato son el edificio sobreviviente más antiguo del Merseyside, y sus monjes benedictinos proporcionaron el primer servicio de ferry del Mersey alrededor de 1330,